# Alejandra Peña
Alejandra Peña es una política venezolana, actualmente diputada suplente de la Asamblea Nacional por el estado Barinas.

## Carrera
Fue electa como diputada suplente por la Asamblea Nacional por el estado Barinas para el periodo 2016-2021 en las elecciones parlamentarias de 2015, en representación de la Mesa de la Unidad Democrática (MUD). Peña estuvo entre los diputados que votaron, como suplente de la diputada Maribel Guédez, para ratificar a Juan Guaidó como presidente de la Asamblea Nacional en la elección de la Comisión Delegada de la Asamblea de 2020.